# Карденаль, Эрнесто
Эрне́сто Кардена́ль Марти́нес (исп. Ernesto Cardenal Martínez, 20 января 1925, Гранада — 1 марта 2020, Манагуа, Никарагуа) — никарагуанский революционер, политический и государственный деятель, поэт, прозаик, литературный критик; христианский социалист, иезуитский, затем траппистский священник, ставший, как и его брат Фернандо, членом СФНО. Крупный теоретик теологии освобождения. Лауреат Ибероамериканской премии поэзии имени королевы Софии 2012 года. Родственник Антонио Карденаля.

## Биография

### Ранние годы
Выходец из богатой аристократической семьи торговца. Начал писать стихи ещё в детстве. Закончив католическую гимназию Гранады, Карденаль перебрался в Манагуа, где примкнул к группе «Тальер Сан-Лукас», замыкавшей развитие модернистской поэзии в стране.
Получил философское и филологическое образование на факультете философии и литературы Национального автономного университета Мексики в Мехико (в 1943—1947 годах), продолжил его в США, где изучал американскую литературу в аспирантуре Колумбийского университета в 1947—1949 годах. Много путешествовал по странам Латинской Америки и Европы, в 1949—1950 годах жил в Испании, где познакомился с Октавио Пасом.

### Начало общественной и религиозной деятельности
Вернувшись на родину в 1950 году, был вовлечён в политическую деятельность, участвуя в подпольной борьбе против диктатуры Сомосы в составе «Национального союза народного действия». Утверждает, что хотя ему никогда не пришлось использовать оружие, он был готов к этому, так как руководствуется идеей Махатмы Ганди, что ненасилие лучше насилия, а насилие лучше трусости и предательства.
Его оппозиция Сомосе нашла отображение в поэтическом цикле «Эпиграммы», создававшемся на протяжении 1952—1956 годов и частично публиковавшемся за рубежом (Пабло Нерудой в Чили и Эрнесто Мехиа Санчесом в Мексике).
В 1954 году принял участие в организации попытки вооружённого свержения диктатуры Сомосы («Апрельской революции»). Восстание провалилось, и Карденаль вынужден был эмигрировать в США, где стал католическим монахом. Он ушёл в монастырь в штате Кентукки, где встретил Томаса Мертона — тоже монаха-поэта, чьи стихи Карденаль ранее переводил на испанский. Мертон побудил коллегу не отрешаться от социальных и политических проблем своего народа и продолжить свою общественную деятельность. Параллельно с 1959 года изучал богословие в мексиканской Куэрнаваке.

### Священник-марксист и руководитель общины

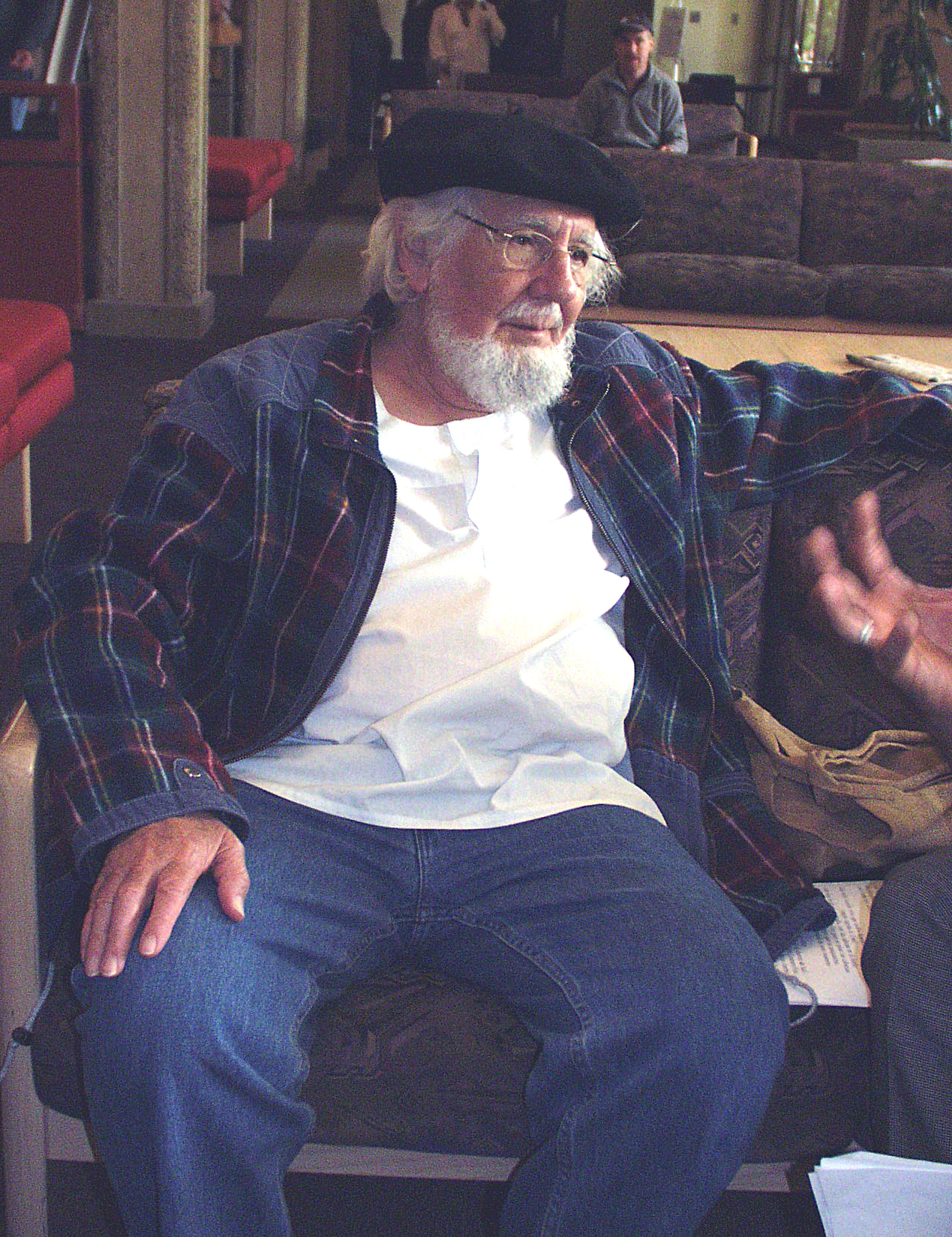
Эрнесто Карденаль в Университете Сан-Диего, 2001 год.

В 1965 принял сан священника ордена иезуитов и с 13 февраля 1966 по 1977 год руководил основанной им на островах Солентинаме посреди озера Никарагуа религиозной общиной с посёлком-коммуной, где неимущие крестьяне (преимущественно индейского происхождения) обучались грамоте, рисовали картины в стиле примитивизма, занимались народными промыслами и изучали марксизм.
Карденаль и его паства установили тесные связи с левым Сандинистским фронтом национального освобождения, ведущим борьбу за свержение правоавторитарного режима Анастасио Сомосы Дебайле.
Войдя в состав жюри Дома Америк (Casa de las Américas) и посетив в 1970 году Кубу, в 1972 году написал книгу-свидетельство о поездке в страну Кубинской революции. В 1971 году отправился в Чили правительства Сальвадора Альенде, где, несмотря на противодействие никарагуанской церковной иерархии, участвовал в диалоге католиков и марксистов. В 1976 году докладывал с разоблачениями режима Сомосы на заседаниях Международного трибунала Рассела по расследованию репрессий в Латинской Америке.

### Сандинистская революция
Когда сомосовские власти узнали о связях Карденаля и сандинистских партизан, правительственные войска (Национальная гвардия) разрушили коммуну, убили многих её жителей, сожгли библиотеку и уничтожили созданный на острове Музей народного творчества. Проведывавший на острове Карденаля и его общину Хулио Кортасар назвал свою статью об этих событиях «апокалипсис Солентинаме». По настоянию СФНО Карденаль укрылся у партизан; обвинённый в подстрекательстве к нападению на казарму в Сан-Карлосе, он был заочно приговорён сомосистами к 18 годам тюремного заключения.

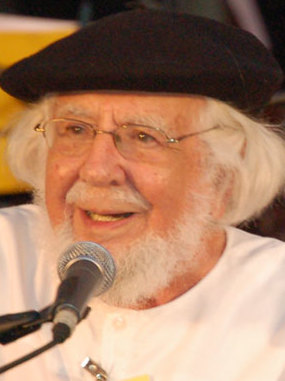
Карденаль на 3 международном фестивале поэзии в Гранаде, 2007 год.

Он эмигрировал в Коста-Рику, и Сандинистский фронт уполномочил его в качестве международного эмиссара развивать сеть международной солидарности с Никарагуа; среди людей, которые по настоянию Карденаля сделали пожертвования в пользу борющихся сандинистов, был Габриэль Гарсия Маркес.

### Министр культуры в левом правительстве
Министр культуры в сандинистском правительстве с момента его основания в результате победы Сандинистской революции в 1979 году и до 1987 года, когда министерство было распущено из-за проблем с финансами. Его брат Фернандо руководил программой по ликвидации неграмотности и затем был назначен министром образования в том же правительстве. Благодаря инициативе братьев Карденаль читать и писать научились более полумиллиона никарагуанцев.
Эрнесто Карденаль ратовал за «революцию без отмщения», но его богословские взгляды были публично подвергнуты обструкции папой Иоанном Павлом II во время визита последнего в Никарагуа в 1983 году. Был исключён из ордена иезуитов и 4 февраля 1984 года отлучён от церкви решением римской курии ввиду несовместимости сана священника с занятием государственных должностей согласно Правилам святых апостолов. На деле решение относительно Эрнесто Карденаля, как и его брата Фернандо, Мигеля д’Эското Брокмана и Эдгарда Парралеса, было направлено против теологии освобождения.

### Поздние годы. Сандинист-диссидент

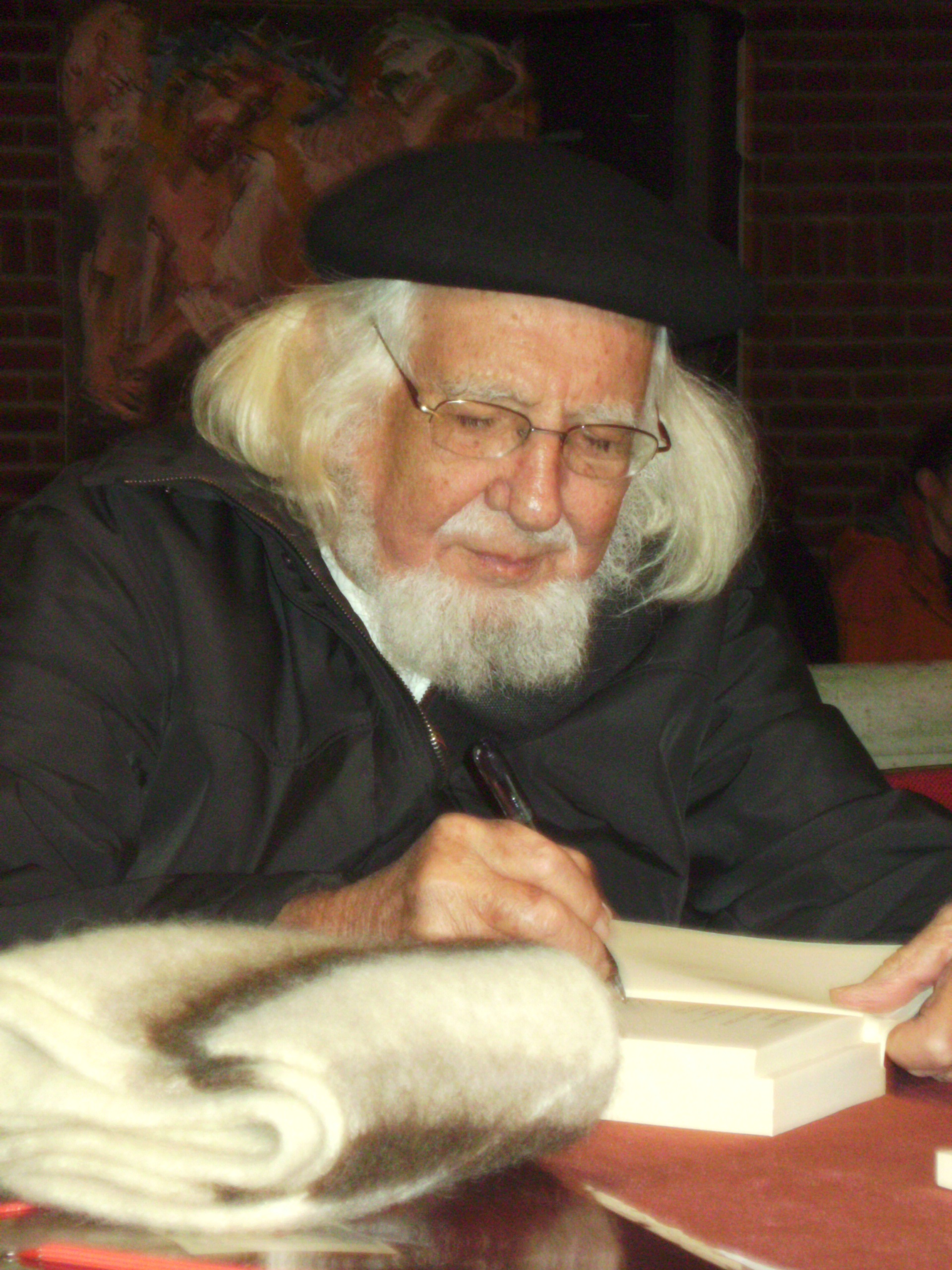
Эрнесто Карденаль в 2010 году.

Уйдя с поста министра, вместе с австрийским писателем Дитмаром Шёнхером в 1988—1989 годах основал культурный проект и фонд Дом трёх миров (Casa de los tres mundos), призванный развивать культурно-социальные инициативы в Центральной Америке.
В 1994 году покинул СФНО из-за разногласий с руководством Фронта, затем присоединился к Движению за сандинистское обновление, куда вошли и другие оппозиционные руководству Ортеги сандинисты, в том числе Дора Мария Тельес, Луис Каррион, Генри Руис, Виктор Тирадо, Карлос Мехия Годой, Моника Бальтодано, его коллеги-писатели Джоконда Белли и Серхио Рамирес, чью президентскую кампанию он поддерживал в 1996 году.
Продолжал с леворадикальных позиций критиковать руководство СФНО за авторитаризм, культ личности, предательство революции и примирение с капитализмом. Называл президента Даниэля Ортегу злодеем, а власть в Никарагуа — семейной диктатурой.
В 2005 году принимал участие в церемонии запуска канала Telesur вместе с такими личностями, как Дэнни Гловер, Эдуардо Галеано, Пино Соланас и Адольфо Перес Эскивель. В 2007 году в Мексике не только принял участие в XII встрече испаноамериканских писателей, но и встретился с Субкоманданте Маркосом из Сапатистской армии национального освобождения.

### Возвращение в лоно церкви и смерть
Воссоединился с Церковью и возобновил пастырское служение, вступив в орден траппистов. Себя признавал коммунистом и христианином, настаивая, что ранние христиане были и первыми коммунистами.
Решение об извержении его из сана было отменено папой римским Франциском 4 августа 2014 года. 17 февраля 2019 года апостольский нунций архиепископ Вальдемар Станислав Зоммертаг передал ему решение папы Франциска о снятии канонических прещений и папское благословение, посетив отца Карденаля в больнице. Вместе они сослужили мессу, которая стала для никарагуанского священника первым евхаристическим богослужением после более чем тридцатилетнего перерыва.
4 февраля 2020 года был госпитализирован в больницу в Манагуа из-за почечной и сердечной недостаточности. После длительной болезни почек и сердца скончался 1 марта 2020 года в возрасте 95 лет. В связи с его смертью в стране был объявлен трёхдневный траур.

## Литературное творчество

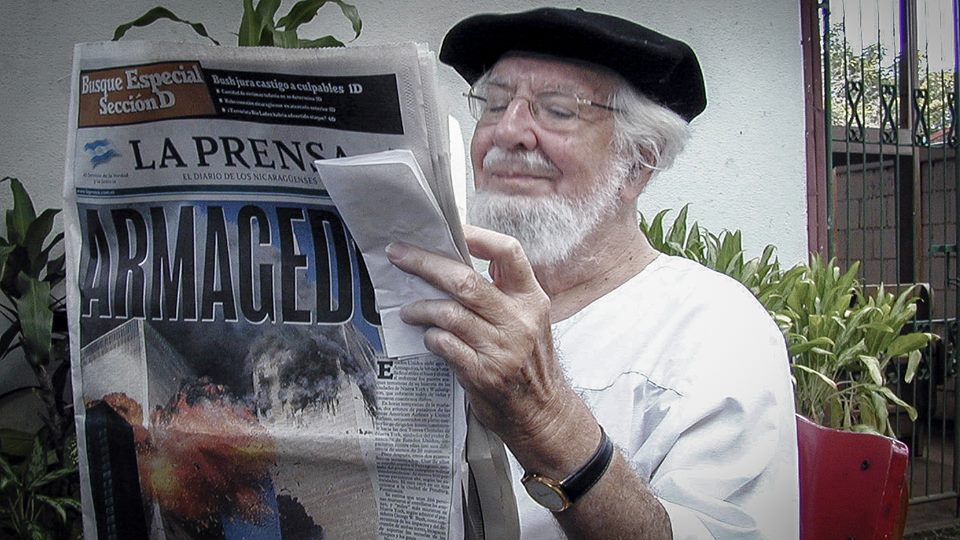
Эрнесто Карденаль в Манагуа на съёмках документального фильма Cortázar: apuntes para un documental, 2001 год.

Ещё в 1950 году написал поэму «Уокер в Никарагуа» о североамериканском авантюристе Уильяме Уокере, проводившем интервенции в латиноамериканские страны с целью их подчинения. Литературную известность Карденалю принесли поэтические сборники «Час „0“» (1960), «Эпиграммы» (1961), «Псалмы» (1969), «Хвала американским индейцам» (1969), «Молитва за Мэрилин Монро и другие стихи» (1965), «Жизнь в любви» (1970), а также политизированная публицистика: «На Кубе» (1972), «Евангелие на Солентинаме» (1975) и другие произведения. Впрочем, его лирика также концентрируется на гражданских и политических мотивах: одна из известнейших его поэм, «Час „0“», посвящена национальному герою Никарагуа Сесару Аугусто Сандино, а «Эпиграммы» высмеивают сомосистский режим.

## Признание
Лауреат премии Мира немецких книготорговцев (1981). Был номинирован на Нобелевскую премию по литературе (2005), также награждён орденом Рубена Дарио.
27 июля 2009 года получил Ибероамериканскую поэтическую премию имени Пабло Неруды из рук президента Чили Мишель Бачелет, а в 2012 году — Ибероамериканскую премию поэзии королевы Софии. В том же году ему присвоили степень Honoris causa университета Уэльвы.

## Переводы на русский
- Э. Карденаль. Час ноль: Стихи: пер. с исп. / Авт. предисл. С. Мамонтов; коммент. В. Максимова. — М.: Художественная литература, 1984. — 175 с.
- Э. Карденаль. Космическая кантата. / Перевод А. Щетникова. — Калининград: БФУ, 2023. — 480 с.

### Произведения на русском
- Бедность // Революция в церкви? Теология освобождения: Документы и материалы. — М.: Междунар. отношения, 1991.
- Выслушай моё правое дело // Революция в церкви? Теология освобождения: Документы и материалы. — М.: Междунар. отношения, 1991.
- Ты — наш союзник // Революция в церкви? Теология освобождения: Документы и материалы. — М.: Междунар. отношения, 1991.
- Послание монсеньору Касальдалига
- Молитва за Мэрилин Монро
- Рассказ «Швед»